# Epitola decellei
Epitola decellei är en fjärilsart som beskrevs av Henry Stempffer 1956. Epitola decellei ingår i släktet Epitola och familjen juvelvingar. Inga underarter finns listade i Catalogue of Life.